# Antonio Reparaz
Antonio Reparaz (Cádiz, 3 de octubre de 1831 - Reus (Tarragona), 14 de abril de 1886) fue un director de orquesta y compositor español, autor de bastantes óperas y zarzuelas.

## Biografía
Hijo de un músico militar, cantaba de niño en el coro de la Catedral de Santiago de Compostela, dirigió su primera obra a los 16 años en Santander, poco después, pensionado por la diputación de Navarra, se traslada a Italia para estudiar, en este país compuso Oratio en Roma. Posteriormente, coincidiendo con una estancia en París, es contratado para dirigir el teatro Real San Juan de Oporto.
Ganó reconocimiento gracias al éxito de sus óperas, aunque sus otras obras fueron bien recibidas. Tras su muerte, su extensa producción fue olvidada, en parte por la pérdida de algunas de sus obras en el incendio del teatro Real de Oporto. En su carrera abarcó la mayoría de las áreas musicales de la época de la Restauración borbónica en España (1875-1885): director de óperas, director de orquesta de renombre, compositor de óperas, zarzuelas, música sinfónica y de cámara. En 1860 fue director de Teatro, organizando en el teatro Circo la primera competencia seria del teatro de la Zarzuela de Madrid por haberle despedido, luego volvería a tocar en el coliseo por sus méritos.
Después de una largo escándalo que retrasó su estreno, las óperas italianas se consolidaron definitivamente. En Zaragoza fue confirmado como compositor de la compañía de zarzuela, en el estreno de la zarzuela El Castillo feudal. En Madrid fue maestro compositor-director de la compañía del Teatro del Circo, y en el estreno de Un quinto y sin sustituto, Harry el Diablo, Pablo y Virginia, La niña de nieve, en colaboración con Emilio Arrieta e Inzenga, y de Un Trono y sin desengaño. También trabajó la ópera en el Teatro Principal (Valencia), 1882-1883.
Al mismo tiempo, se acercó a la zarzuela con éxito. Su producción,  menor en número que no en calidad a la de sus contemporáneos Chapí, Gerónimo Giménez y Manuel Fernández Caballero, fue sin embargo, de gran calidad, dada la variedad de géneros que abordó. donde adoptó los procedimientos más modernos, dentro de los límites del género. Su mayor fama le vino de la ópera al ser reclamado para dirigir temporadas en coliseos europeos. Por otra parte, escribió música sinfónica, en un momento en el que en España, los conjuntos orquestales apenas existían.
Reparaz compuso y realizó numerosas obras, en sus sinfonías, se notaba una sólida asimilación de las técnicas de composición de Verdi y Beethoven. Sus trabajos más exitosos fueron aquellos con un personaje típicamente español. Durante sus últimos años, compuso varios poemas sinfónicos con un carácter claro, nostálgico, en el género de música de cámara la cual nos legó varias obras, cuartetos, así como un trío y un quinteto, compuesto de puntos de vista marcadamente clásicos, influenciados por el mundo de los compositores franceses.
En el Teatro Nacional São João, de Oporto, Portugal, en 1870s fue donde escribió sus cuatro óperas, todas fueron estrenadas desde 1872. Escribió las canciones de la España del siglo XIX, A Mi Nazarena con José Zorrilla y El Beso del Poeta.

## Saga Reparaz
La saga iniciada por su padre, le llevó de joven a buscar aplacar la afición por la música, extrañaba su fácilidad para comprenderla, tras su pronta muerte sería continuada de forma distinta por dos ramas principales la propia con sus hijos como intérpretes o partícipes, Gonzalo periódista y conferenciante y su hija Virginia, actriz de zarzuela en el siglo XIX (más la otra de su hermano Federico fue más una continuación musical, también maestro musical y autor y alguno de sus hijos en tareas teatrales). La saga en la escena perduró hasta el siglo XX con su nieto Antonio Videgain Reparaz, barítono bien conocido en la zarzuela grande y la ópera en buena parte del mundo.
También tuvo otro hijo que llegó a ser Teniente Coronel de la Guardia Civil y una hija casó con un Teniente general del ejército español.

## Obras famosas
Escribió seis óperas.
- Gonzalo de Córdoba. (5 de marzo de 1857, Teatro Sao Joao de Oporto).
- Pedro el cruel, ópera ambientada en Sevilla (1 de junio de 1857, Teatro Sao Joao de Oporto).
- Malek-Adhel (12 de diciembre de 1859, Teatro Sao Joao de Oporto).
- La Renegada (1 de marzo de 1874, Teatro Sao Joao de Oporto).
- Ardides Ÿ cuchilladas.
- Pablo y Virginia Teatro Novedades, estreno el 6 de noviembre de 1862.
- El paraíso de Madrid T.Circo, zarzuela en 3 actos con el Sr. Rivera.
- El magnetismo ....
- La Venta encantada en honor de Miguel de Cervantes 1871, Zarzuela en tres actos en vers, letra Adolfo García y Bécquer.
- La cruz del valle Teatro del Circo. estrenará 22 de octubre de 1860.
- La gitanilla 27 de septiembre de 1861 Teatro de la Zarzuela.
- La mina de oro T.Circo Estreno 19 de noviembre de 1861.
- Harry el diablo: zarzuela en dos actos y En verso, autores: Serra, Narciso y Miguel Pastorfido. Estreno en Madrid de 1862 Teatro del Circo, 21 de febrero de 1862.
- Las bodas de Camacho 9 de octubre de 1866 T.circo
- Un quinto y sustituto.